# Natural History of Aleppo
Natural History of Aleppo (abreviado Nat. Hist. Aleppo) es un libro con ilustraciones y descripciones botánicas que fue escrito por el médico, botánico, etnólogo inglés Alexander Russell y publicado en una primera edición en el año 1756 y una segunda edición en el año 1784.